# Riggesåvvun
Riggesåvvun är en sjö i Arjeplogs kommun i Lappland och ingår i Skellefteälvens huvudavrinningsområde. Sjön har en area på 0,551 kvadratkilometer och ligger 466,8 meter över havet.

## Delavrinningsområde
Riggesåvvun ingår i det delavrinningsområde (734658-160007) som SMHI kallar för Utloppet av Riggesåvvun. Medelhöjden är 505 meter över havet och ytan är 12,81 kvadratkilometer. Räknas de 7 avrinningsområdena uppströms in blir den ackumulerade arean 123,85 kvadratkilometer. Märsabäcken som avvattnar avrinningsområdet har biflödesordning 3, vilket innebär att vattnet flödar genom totalt 3 vattendrag innan det når havet efter 291 kilometer. Avrinningsområdet består mestadels av skog (90 procent). Avrinningsområdet har 1,11 kvadratkilometer vattenytor vilket ger det en sjöprocent på 8,7 procent.